# جان مایو
جان مایو (۱۶۷۹-۱۶۴۱) یک شیمی‌دان، پزشک و فیزیولوژیست اهل انگلستان بود که امروزه به‌خاطر انجام تحقیقات اولیه در زمینه تنفس و ماهیت هوا، از او یاد می‌شود. مایو در زمینه‌ای فعالیت می‌کرد که بعداً شیمی پنوماتیک نامیده شد.